# 세이부 철도 6000계 전동차
세이부 철도 6000계 전동차(일본어: 西武6000系電車)는 1992년 6월 1일부터 운행을 시작한 세이부 철도의 통근형 전동차이다.
이 차량은 도쿄 지하철 유라쿠초 선과의 직결 운행에 투입할 목적으로 제작되었다.

## 개요
본 계열은 1992년에 세이부 이케부쿠로 선과 제도고속도교통영단(현 도쿄 지하철) 유라쿠초 선과의 상호 직결용 차량으로 도큐 차량 제조가 설계·제조한 스테인리스강의 지하철 대응 차량이다. 또한 1996년 이후 증비차는 히타치 제작소가 제조를 담당하고 차체를 알루미늄 합금제로 마이너체인지 하고 있다. 본 계열은 향후 세이부 철도의 표준 차량으로 자리 잡아 '여객 서비스 향상' '에너지 절약화' '메인터넌스 프리화' 등을 컨셉으로 설계를 맡았다.
기존 101계나 2000계로 대표되는 '노란 전동차'의 이미지를 크게 바꾸었고 20000계 등 새로운 세이부 전동차의 표준을 확립했다. 세이부의 차량에서는 첫 10량 고정 편성으로 본 계열의 투입 이후 세이부 선 하루 중의 우등 열차 10량 편성화가 진행되었다. 이 결과 본 계열은 이케부쿠로 선의 주력 차량이다. 덧붙여 보조 전원 등의 관계에서 영업 운행은 10량 고정 편성으로 사용할 수 없다.
차량 번호는 모하・쿠하 같은 표기가 없는 새로운 방식을 채용했다. 이는 1000의 자리에서 차량 형식을 100의 자리에서 연결 위치(호차)를 나타내는 것으로 영단 지하철(현 도쿄 지하철)에서 사용하던 부여 방식이다. 한노·세이부 신주쿠 방면에서 6100형·6200형-6900형·6000형으로 되기에 고정 편성 연결 위치를 쉽게 판별할 수 있는 방식이다.
2006년에는 2008년 6월 14일부터 도쿄 메트로의 후쿠토신 선 직결 운행 또는 2013년 3월 16일의 해당 노선 경유 도쿄 급행 전철 도요코 선·요코하마 고속 철도 미나토미라이 선 직통에 대비한 6101F와 6102F를 제외한 직통 대응 공사를 실시했다(후에 서술).

### 도입 년도별 분류
1991년도부터 1998년도까지 10량 편성 25개, 합계 250량이 제조되었다.
- 1차 도입분(1991년도 1992년제) 6101F·6102F 스테인리스 차량. 시작차의 요소가 강하다
- 2차 도입분(1993년제) 6103F-6107F 양산형
- 3차 도입분(1994년제) 6108F-6112F
- 4차 도입분(1995년제) 6113F-6117F
- 5차 도입분(1996년제) 6151F-6155F 이후 알루미늄 차량
- 6차 도입분(1997년산) 6156F-6157F 도어포켓 창과 급행 표시등의 폐지 및 대차를 변경
- 7차 도입분(1998년제) 6158F

덧붙여 본문 중 0번대라고 명명한 경우는 스테인리스 차체 6101F-6117F를, 50번대라고 명명한 경우는 알루미늄의 6151F이후를 칭한다.

## 개설

### 외관

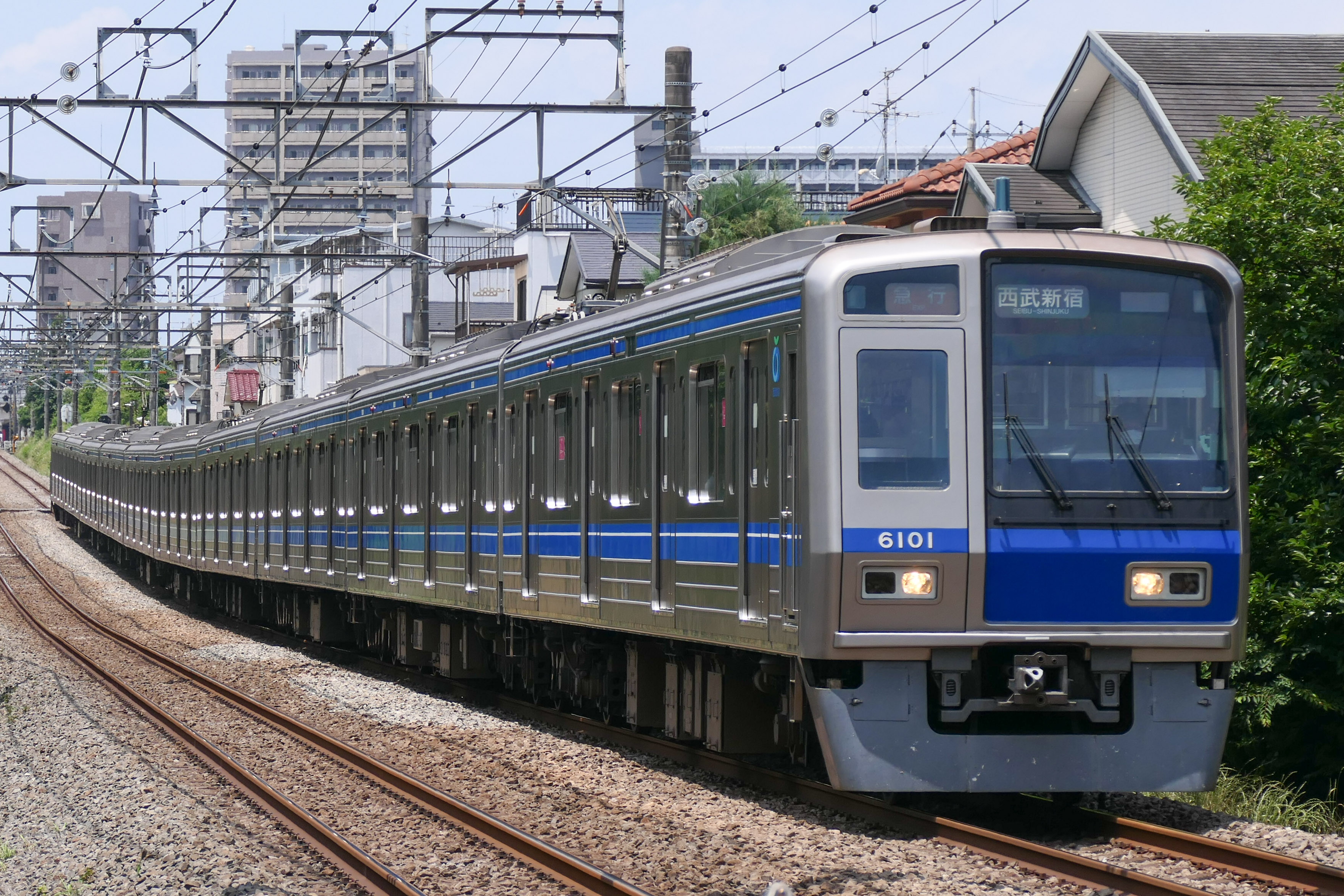
세이부 6000계 스테인리스 차체(6101F)
(2021년 5월 30일)

앞면은 기존의 세이부 철도의 차량에는 없었던 좌우 비대칭 전면 구조를 채용했다. 지하철 노선 직결 운행 조건으로 비상시의 관통문을 마련한 구조를 채용하고 있다. 이 관통문은 완전히 한쪽에 붙여 운전대 공간을 넓게 확보하고 있다. 또한 관통문은 기밀성을 고려한 플러그 도어에 아울러 비상용 사다리도 탑재했다.
전두부는 0번대가 FRP 성형품을, 50번대는 알루미늄 압출 실버 메탈릭으로 코팅한 것으로 차량 앞부분을 덮는 구조이다. 전조등과 미등은 각형 복합화되고 하부에는 배장기를 대비하여 연결기는 밀착 연결기를 탑재했다.
차체의 컬러 스킨은 파란색 선이며 측면은 측 창을 낀 막판부에 가청대를, 요판부에는 중간에 흰색을 넣은 굵은 청대로 라인을 표현하고 있다.
당초 행선 표시기는 막식이다. 전면과 측면에 설치하여 행선과 종별은 마루고딕체(나루)로 로마자 병기이다. 또한 전면만 지하철 노선 직결 운행에 필요한 운행 번호 표시기를 갖추고 있는데 이는 맥사인 방식을 채용하고 있으며 지하철 직통 운용 시에만 표시하고 지상선 운용 시에는 표시하지 않으며 6155F까지는 우등 열차 운용시 필요한 통과 표지등을 마련했다가, 나중의 사용 정지 후에 제조된 6156F 이후에는 당초부터 생략하고 있다.
전락 방지막은 50번대부터 완성때 부착되어 이 관계로 처면 창의 폭이 약간 좁아졌다. 특히 6151F는 막 측면에 차체와 같은 띠가 붙어 있었지만 2007년 4월 정기 검사 출전 후에 떼어냈다. 덧붙여 0번대에 대해서도 후년에 설치 공사가 실시되었다.

### 차체 구조
1991년도부터 1995년도까지 제조된 6101F-6117F의 차체는 경량 스테인리스제이다. 막판부와 요판부는 비드 가공에서 벨트 그라인드 마감, 응력이 집중되는 부분은 르 피니시 마감으로 되어 있다. 스테인리스 강의 채용으로 기존 차량에 대비 경량화가 도모되고 있다. 차량 번호는 0번대로 세이부 철도에서 유일한 스테인리스 차량이기도 하다. 또한 후의 6155F까지는 측면에 도어포켓 창을 가진 구조였다.
1996년도에 제작된 6151F-6155F는 경량화를 도모할 목적으로 세이부 철도 차량에서 최초의 알루미늄 합금 차체를 채용했다. 구체는 경량화된 알루미늄의 대형 압출형재를 조합한 것으로 기존의 6000계의 이미지를 남기기 위해 회색으로 도색되어 있다. 차량 번호는 식별을 위해 50번대가 부여되어 기본 사양은 스테인리스 차량을 기준으로 한 것이다. 또한 차량 외부 측면의 차량 번호 표기는 차량 번호가 표기된 플레이트에서 샘플 문자로 변경되었다.
1997년도 이후 제조된 6156F-6158F에서는 제조시의 공수 저감과 추가 차량 경량화를 위해 측면 도어포켓 창을 폐지했다. 이에 따라 편성당 1.5 t의 경량화를 꾀하고 있다. 더 나아가 대차를 모노 링크식 액슬 박스 방식에 제동을 두 점식 답면 제동에서 싱글 유닛 제동 방식으로 변경하여 편성당 13.5 t의 경량화를 도모했다. 양자를 합친 편성 전체로는 15.0t의 경량화이다.
이상로부터 공식 발표된 편성 중량은 스테인리스 차량 0번대에서 339.2 t, 알루미늄 차량 50번대(6151F-6155F)에서 325.1 t, 알루미늄 차량 50번대(6156F-6158F)에서 310.1 t이다. 특히 스테인리스 차량 0번대와 알루미늄 차량 50번대(6156F-6158F)의 편성 중량 차이는 29.1 t이나 된다.

## 차내 설비
객실은 측면 및 처면은 상아계에 '링클 모양'이 들어간 화장판을, 천장은 크림색 무지의 화장판을 사용하고 있다. 바닥재는 회색 롱리움재로 출입문 부근은 미끄럼 방지 가공품을 이용하고 있다. 주전동기의 3상 교류화에 따른 보수 감소가 가능해지면서 세이부 철도 차량에서는 처음으로 객실 바닥에 깔아 놓은 주전동기 점검 뚜껑(트랩 도어)을 폐지했다.
좌석 모켓은 파란색, 배면 모켓부에는 세이부에서 처음으로 착석 정원 구분의 무늬로 장식되었다. 이것은 시작 편성 2개(6101F·6102F)에서는 시작을 위해 홀수호차가 흰색 무늬, 짝수호차가 빨간 무늬를 채용했다. 시작 결과 양산차에서는 차량 전체가 흰색으로 통일되어 시작차도 곧 교체되었다. 또한 우선석부의 좌석은 청록색의 좌석 모켓이 사용되고 있다. 1명분의 폭은 440 mm 정도 확보되어 있다.
좌석 끝은 회색의 화장판을 붙인 소매 칸막이 구조로 하여 좌석 측은 청색의 모켓 장단이다. 승객용 출입문의 실내 측은 치장판 마무리이고, 출입문 유리는 0번대는 실내측에 금속 지지 단판 유리, 50번대는 복층 유리 구조이다. 6155F까지는 도어포켓 창을 설치하고 있는 것은 앞에서 기술했는데, 도어포켓 창을 폐지한 6156F 이후에는 창문이 설치된 곳에 광고 공간을 설치하고 있다.
손잡이는 모두 백색의 원형이다. 0번대에서는 출입문 부근 상부 선로 방향으로의 설치는 없었지만 50번대부터 설치가 실시되었다. 연결면의 차량간 관통로는 편방향 미닫이 출입문으로 설치하여 폭이 좁아 관통문 창은 처면 창과 합한 높이의 것이다.

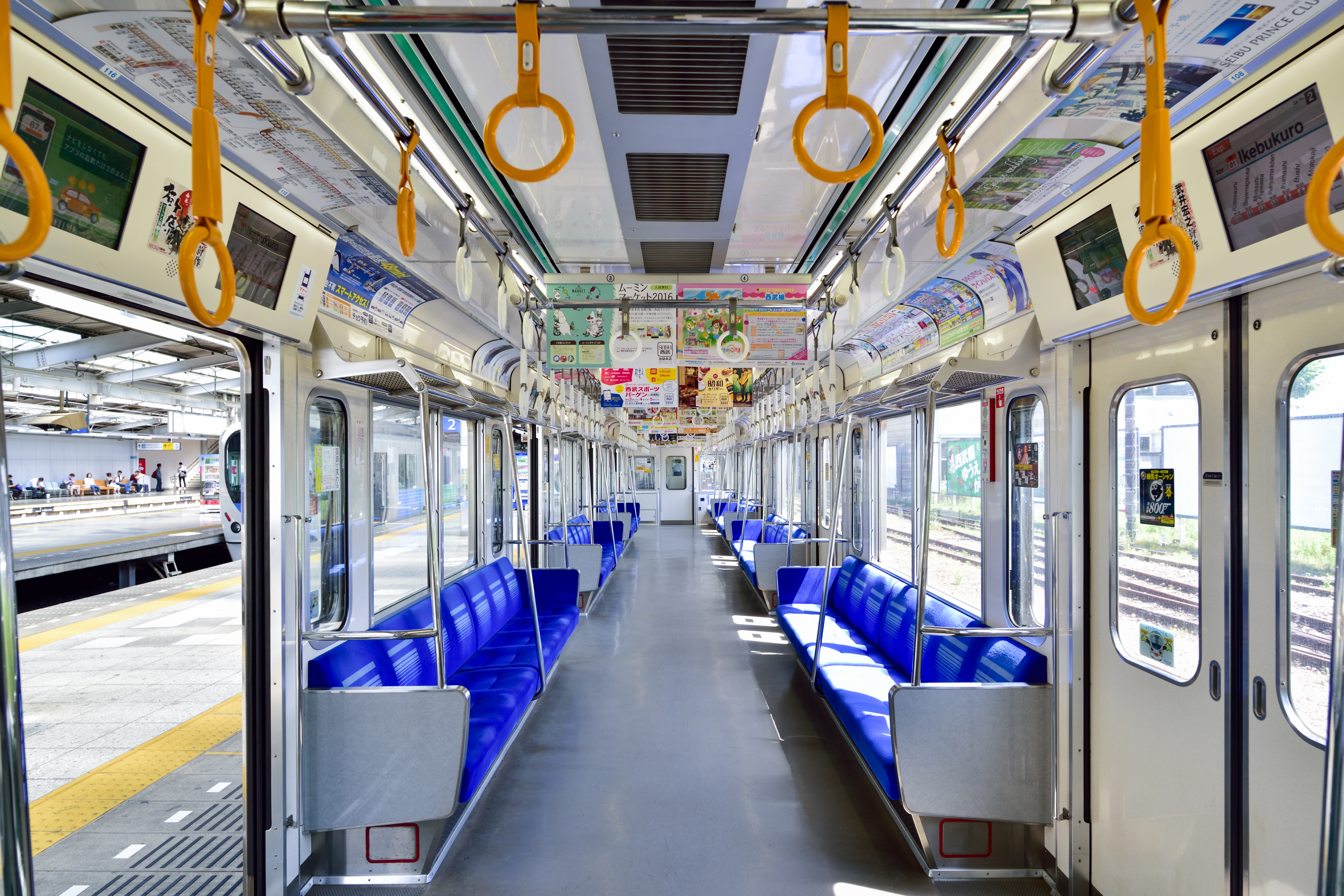
실내 좌석 모습
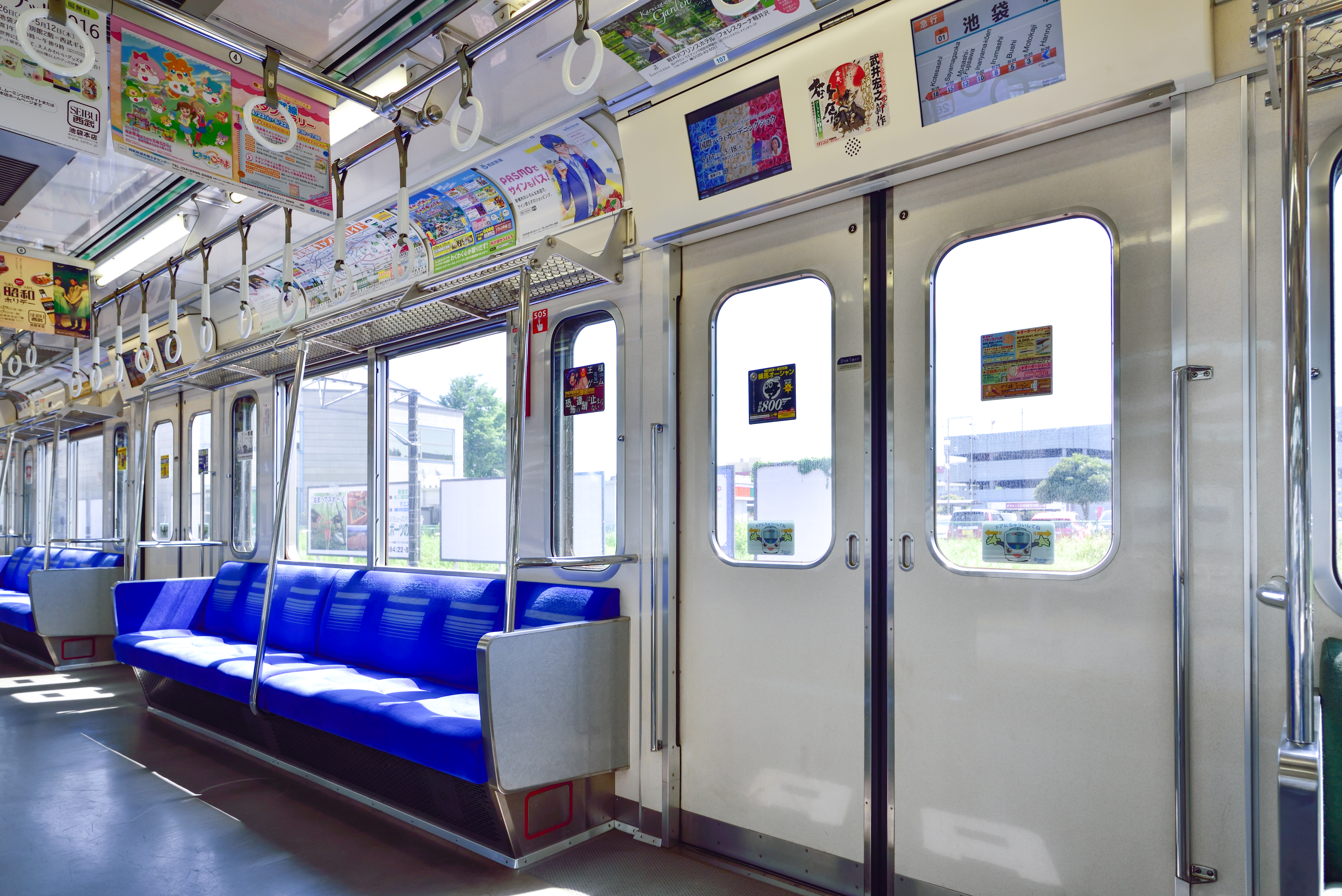
7 인용 좌석과 문
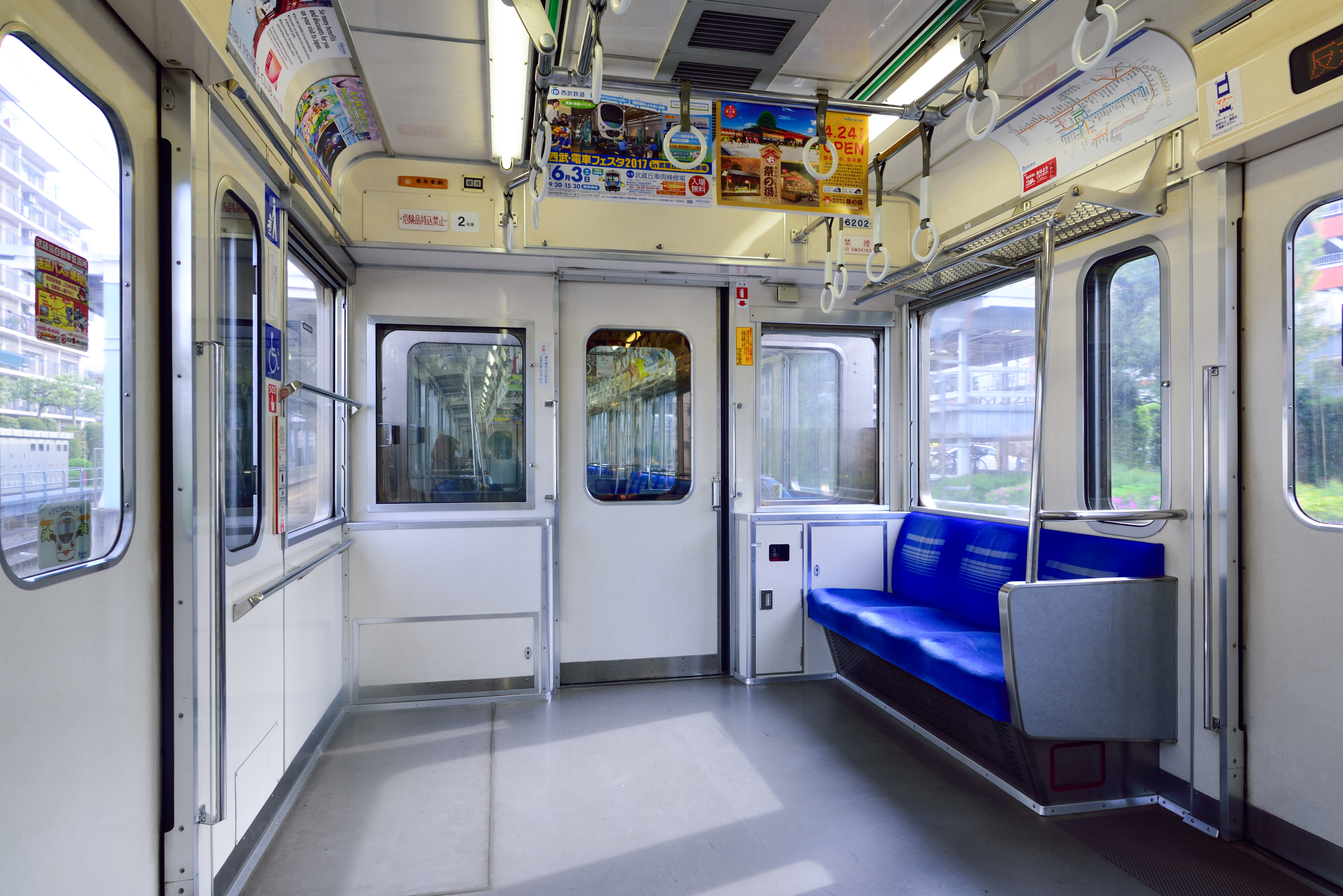
휠체어 스페이스
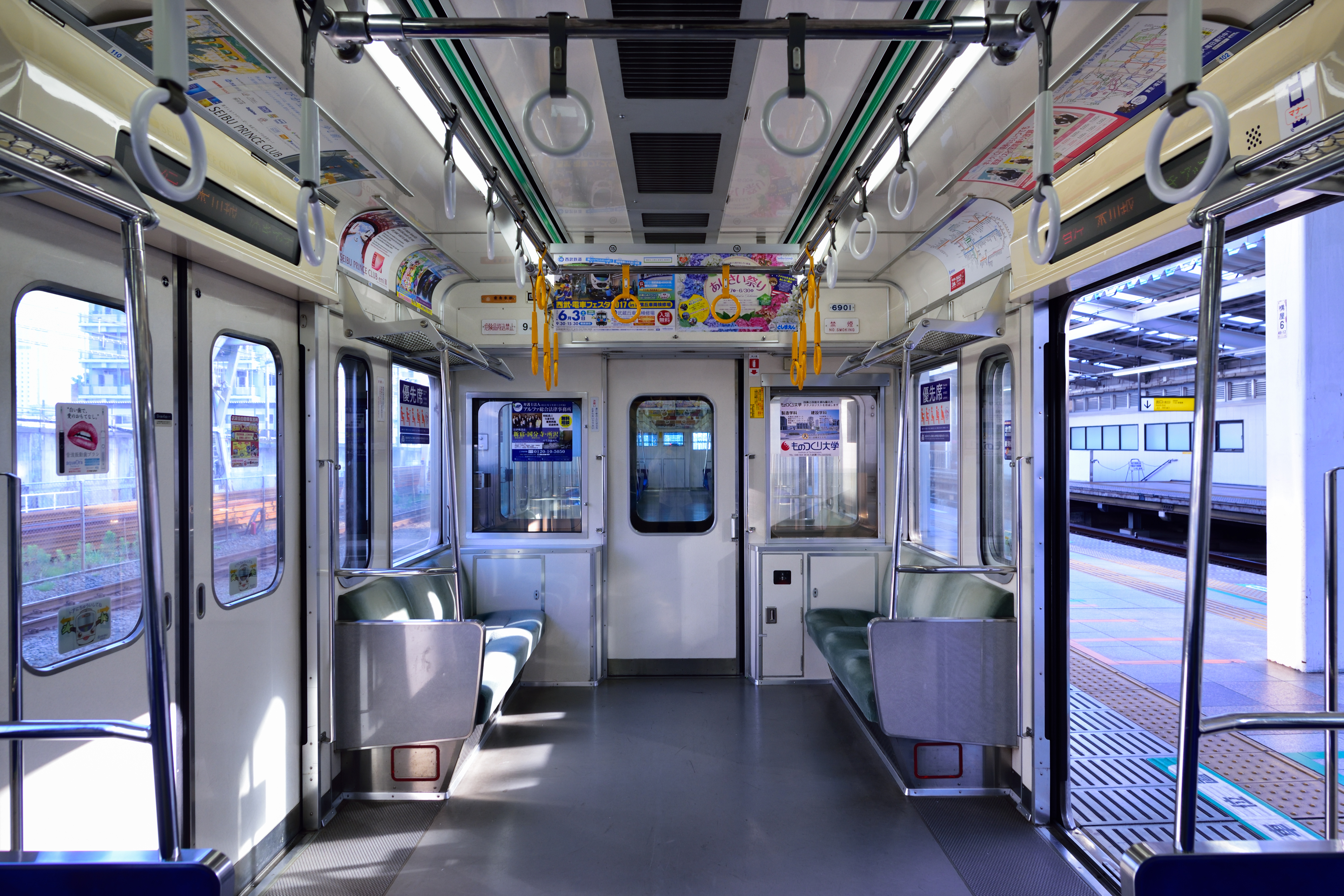
우선석부
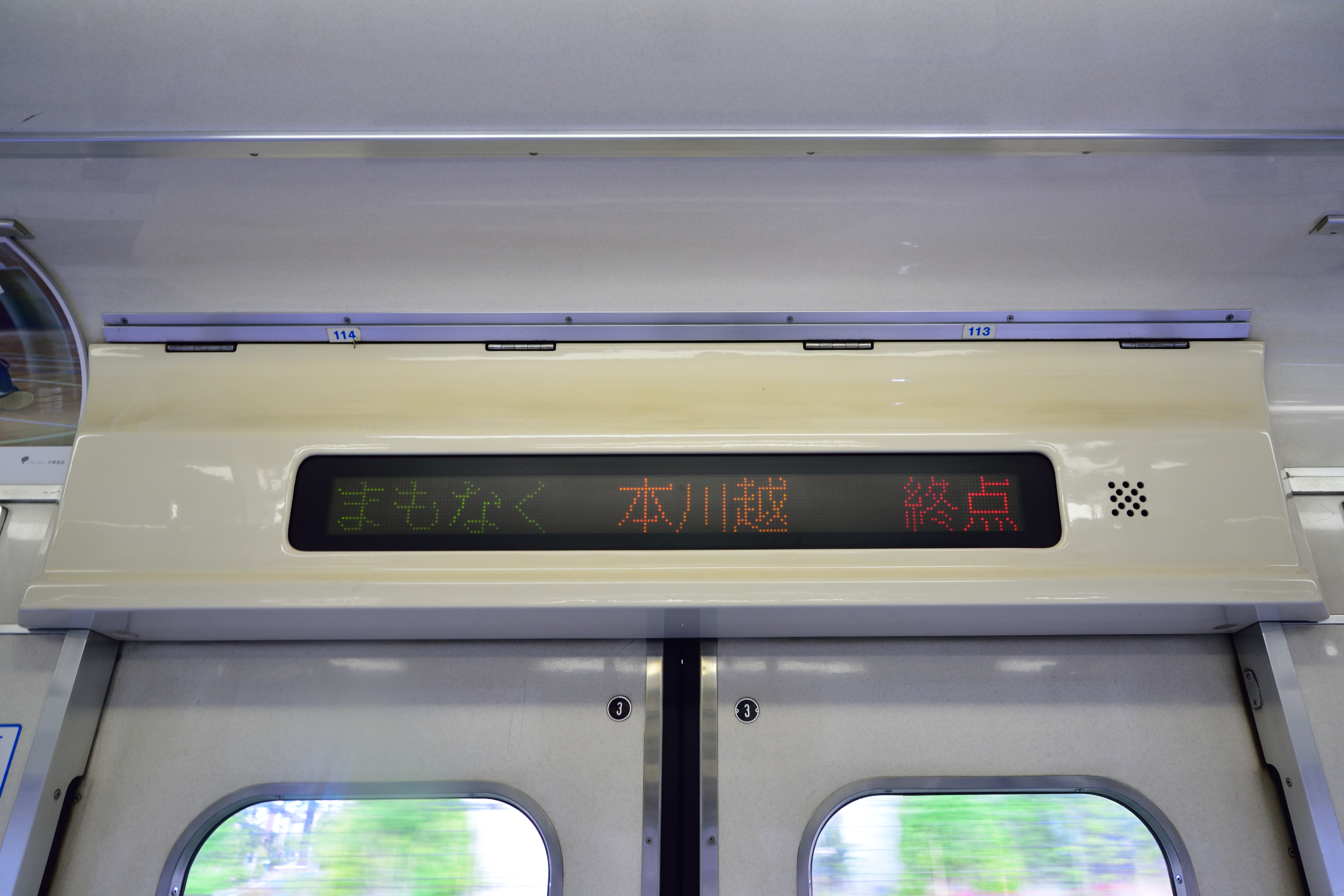
승객용 출입문 상부에 있는 차내 안내 표시기

2008년 현재 다음과 같이 실내외 설비의 변경이 진행되고 있다.
- 차내에 7인용 좌석을 3+4명으로 나누는 수직 폴의 설치(2003년)
- 좌석의 착석면 모켓의 버킷 시트화(2003년)
- 화재 대책으로 관통문을 닫은 채 고정하는 금구 철거
- 출입문 부근 손잡이 증설 공사(0번대)
- 우선석 부근의 손잡이를 오렌지 색의 것으로 변경, 동시에 우선석 스티커를 변경(2005년)
- 승객용 출입문 안쪽으로 호차 출입문 위치 스티커, 객실 내외의 호차 번호 스티커 부착(2008년)

차내 안내 표시기는 각 승객용 출입문 위에 설치한 LED 문자 스크롤 안내 방식이다. 일부 편성에서는 안내 표시기가 LCD로 교체되었다(후에 서술).
세이부의 통근형 차량에서는 처음으로 자동 방송 장치를 설치하고 있다. 이것은 나중에 등장하는 9000계·20000계·30000계·2000계(갱신차만) 등도 마찬가지다.
덧붙여 2004년 4월 1일 제도고속도교통영단이 민영화되어 도쿄 지하철(도쿄 메트로)가 출범했다. 이 회사의 발족시 자사 차량의 자동 방송을 영단 시대의 것으로 변경했으나, 직결 차량인 본 계열은 그 변경이 잠시 진행되지 않았다.
- 도쿄 지하철 직통 대응 편성(6108F이후)의 차량에 대해서는 앞의 도쿄 메트로 대응의 자동 방송으로 변경했을 때 자동 방송의 질 개선이 실시되어 운전대 모니터 장치도 교체되었다.
- 후쿠토신 선 개업 후 세이부 선내 영어 안내 방송이 추가되었다[7].

### 공조 설비
공조 장치는 기존 미쓰비시 전기의 집중식 CU-72형(CU-72E형에서 개량형 CU-72F·CU-72G형)이 채용되었지만 기존의 에어컨 장치와는 호환성이 없어졌다. 장치는 신규 설계로 압축기는 저소음형 이동식으로 하고 있다. 전원은 SIV 장치의 3상 교류 440 V이며 냉동 용량은 48.84 kW(42,000 kcal/h)이다.
이는 증비에 맞춰 개량되었으며 특히 50번대 이후의 편성에 탑재된 것(CU-72H형)에서는 외견상의 변화도 생겼지만 본 계열 중에서는 호환성이 있어 현재는 교체된 것도 있다. 각 차량의 지붕에는 환기 장치(통풍기)를 설치하고 있다.
실내 천장은 평천장 구조로 바람의 확산은 라인 플로 팬 방식으로 라인 플로(공기 조절 내지 토출구)에는 포인트로 녹색 테이프가 붙어 있다. 보조 송풍기(라인데리아)는 각 차량마다 7대 설치로 증설되었다.

### 승무원실

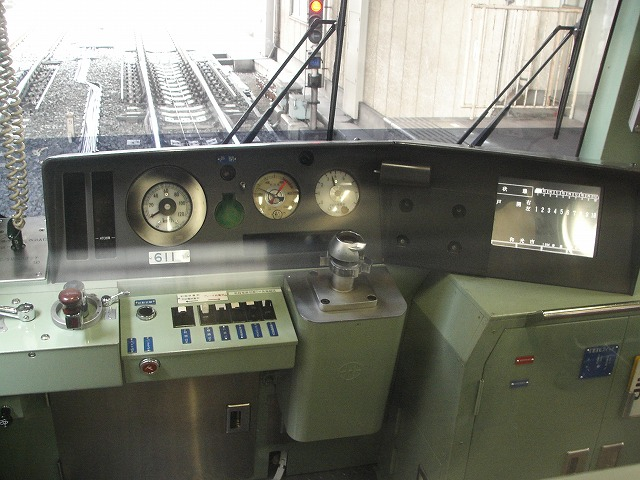
개조 이전의 원래 운전대

승무원실 내부는 초록색의 배색이다. 운전대는 계기판이 짙은 회색, 조작 테이블은 녹색이다. 주간 제어기는 마스콘과 제동 제어기가 각각의 세로축 투핸들 마스콘 방식이다.(역행 1-4노치, 상용 제동 1-7단, 비상) 당초부터 유라쿠초 선 대응을 고려하고 있으며, 속도계는 차내 신호 대응형으로 보안 표시등에는 ATC 표시등도 있다. 운전대 오른쪽에는 고장 상태 등을 표시하는 모니터 표시기가 설치되어 있다.
승무원실과 객실 칸막이에는 다소 높은 위치에 창이 3개소 설치되어 있다. 이 중 객실 측에서 오른쪽 창은 승무원실 칸막이 출입문 창이다. 모든 창마다 차광막이 설치되었다.
차장 스위치는 기존 '잠금 스위치식'이 아닌 영단 지하철(현재의 도쿄 지하철)에서 사용하고 있는 '회전 쇄정식, 비틀림식'을 채용하고 있다.

## 주행 기기
제어 장치는 신교통 시스템인 야마구치 선용 8500계에 이어 GTO 소자를 사용한 히타치 제작소의 VVVF 인버터 제어가 채용되었다. 이는 101계나 2000계를 사용한 히타치제와 미쓰비시 전기제의 VVVF 인버터 장치 성능 시험 결과에 따른 채용이었다. 1대의 제어기에서 155 kW 출력의 농형 3상 유도전동기를 2량분, 8대를 제어하는 1C8M 제어 방식이며, 편성 중의 MT비는 6M4T 구성이다.
보조 전원 장치는 미쓰비시 전기의 150 kVA 출력 정지형 인버터(SIV 장치)를 채용하여 편성마다 3대 탑재했다. 자동 수급 급전 장치를 탑재하고 SIV 고장시 연장 급전이 가능한 다중화를 고려하고 있다. 초기의 편성에서는 GTO 소자를 사용한 것이었으나 6112F에서 시험적으로 IGBT 소자를 사용한 SIV를 탑재했다. 그 뒤 6116F 이후의 편성(50번대 포함)에서 정식으로 채용되었다. 모두 출력 전압은 3상 교류 440 V로 되어 있다.

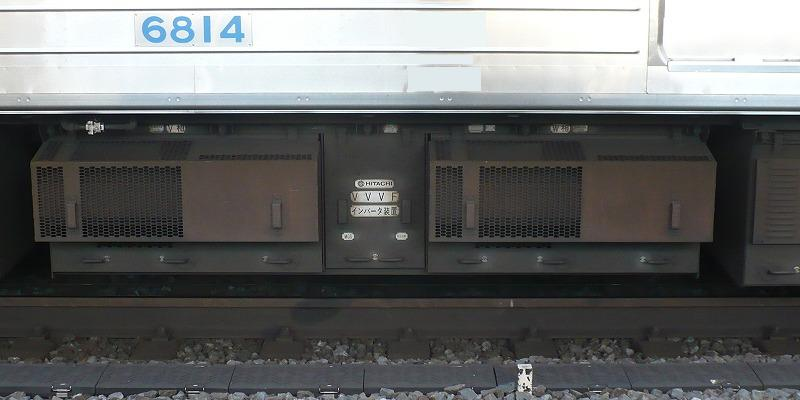
VVVF 인버터 장치 (VFG-HR1820B)
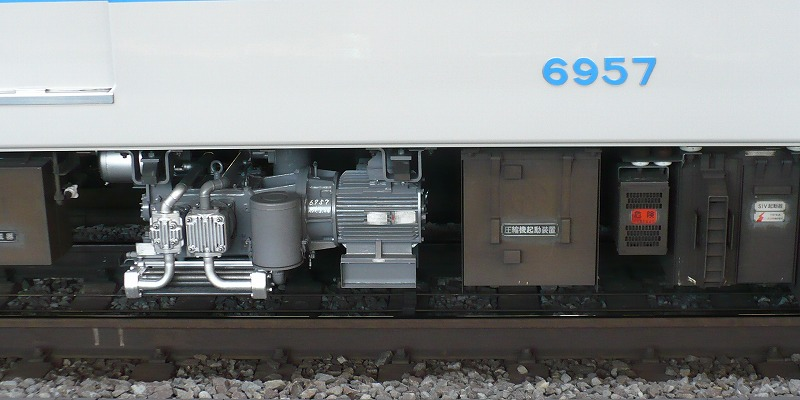
공기 압축기 (HS-20-4)
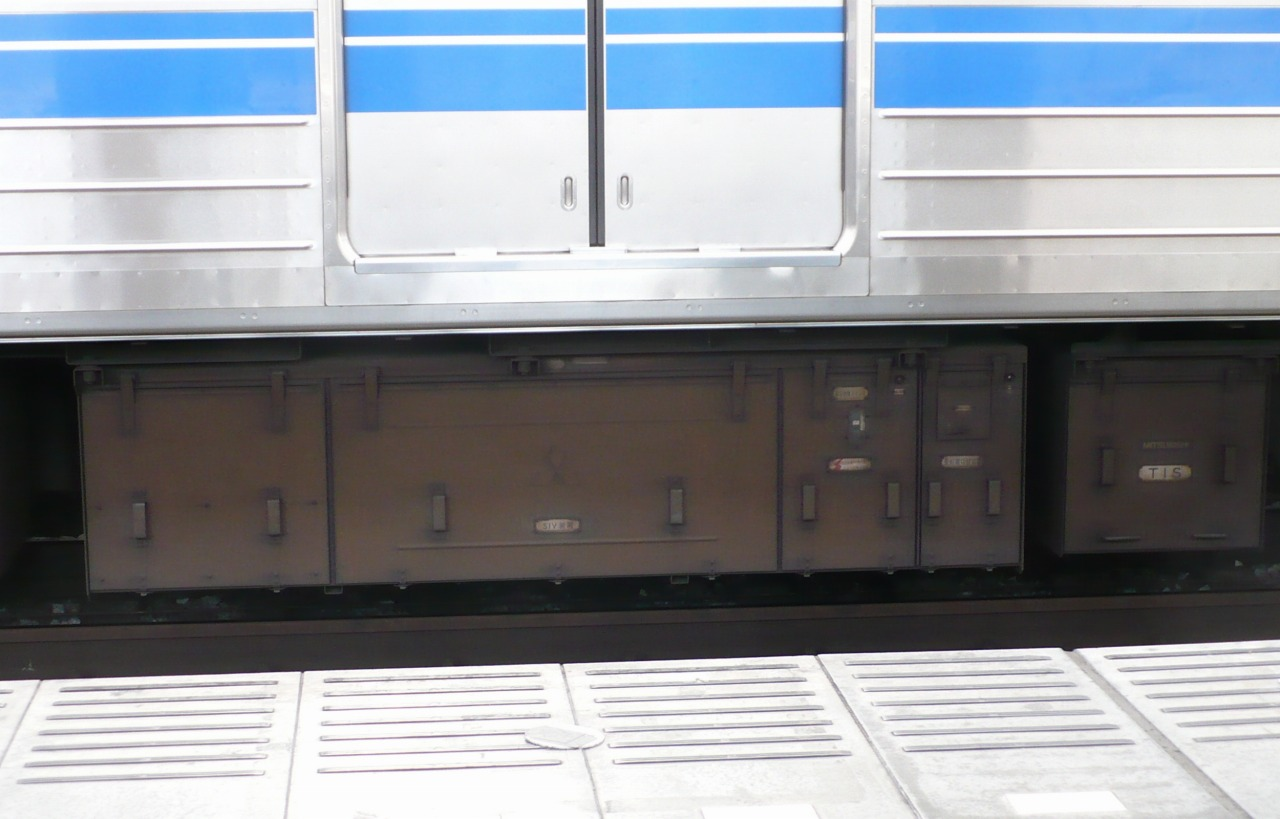
GTO 소자 사용 SIV 장치(NC-FAT150D형)
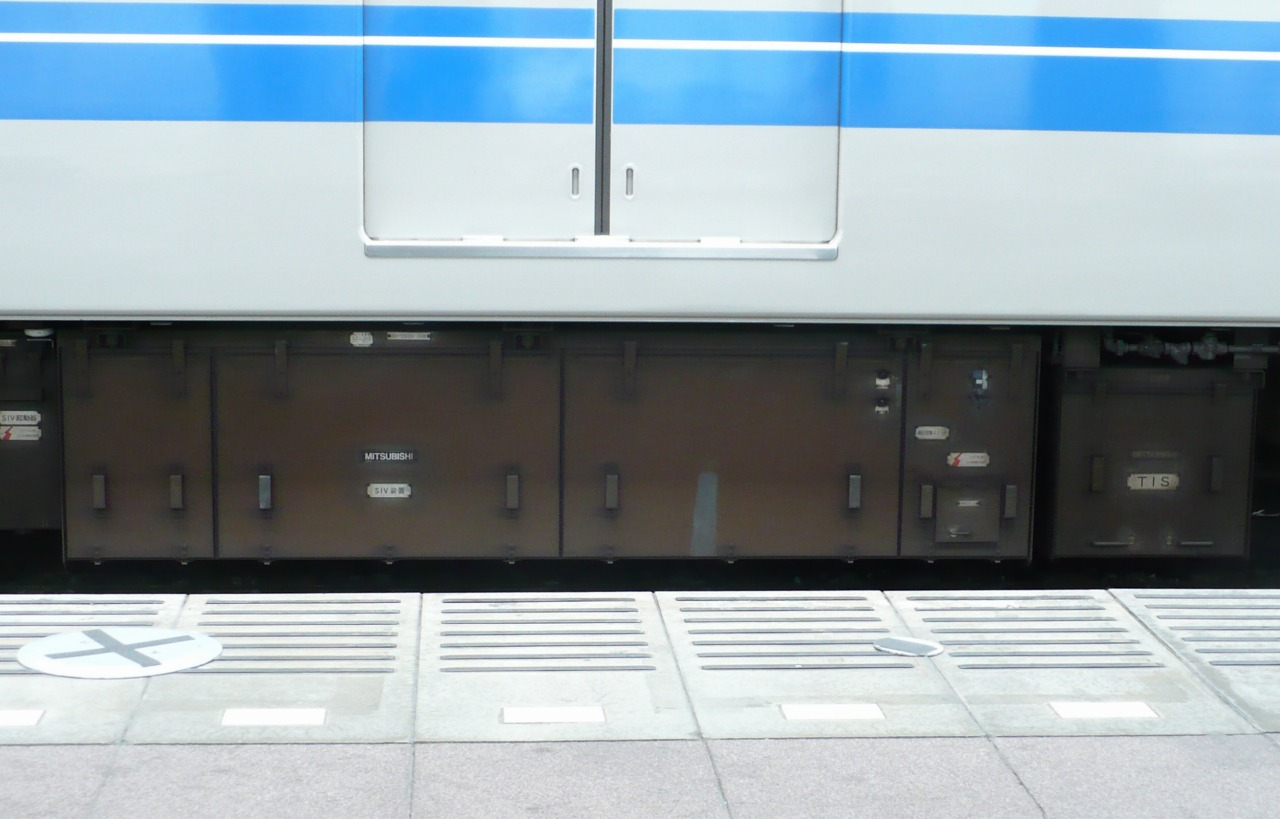
IGBT 소자 사용 SIV 장치(NC-SAT150A형)
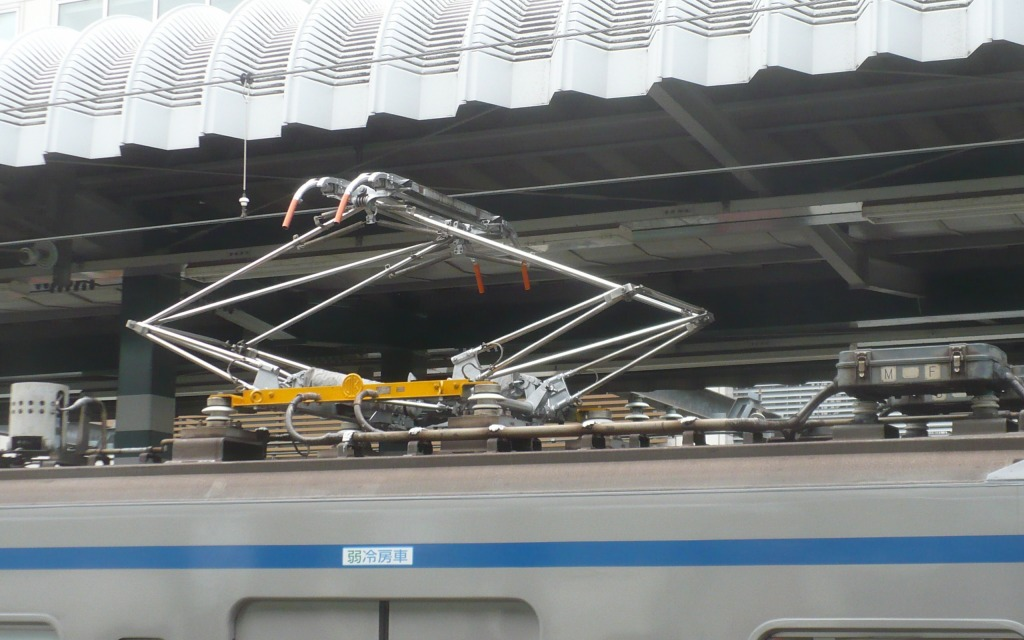
PT44-S-F-M형 팬터그래프

전체 편성에서 전동차의 M1·3·4·5차(모하 6200·6500·6600·6800의 각 형식)의 한노 방향으로 마름모꼴의 팬터그래프가 탑재되어 있었다. 그 뒤 1999년 12월부터 당시의 신주쿠 선 소속 6101F-6107F를 대상으로 M4차인 모하 6600형 팬터그래프 강하 시험(팬터그래프를 접어 운행)을 실시했다. 그 결과 지장 없다고 판단되면서 2001년 4월부터 보수의 저감을 목적으로 전 편성의 모하 6600형 팬터그래프 철거를 실시했다.
대차는 세이부 철도 최초의 볼스터리스 방식 대차를 채용했다. 초기의 0번대는 완충 고무식 액슬 박스 지지로 제동은 양포키식 답면 제동(클래스프 제동) 구조의 SS125·SS025형 대차를 탑재했다. 그 후 50번대(6151F-6155F)에서는 같은 형식에서 가로 양구조를 변경한 SS125A·SS025A형으로 이루어졌다.
그리고 비용 절감 및 경량화를 목적으로 한 6156F 이후에서는 모노 링크식 액슬 박스 지지 방식의 SS150·SS050형으로 제동은 구조를 간소화한 편압식 유닛 제동으로 변경되었다.

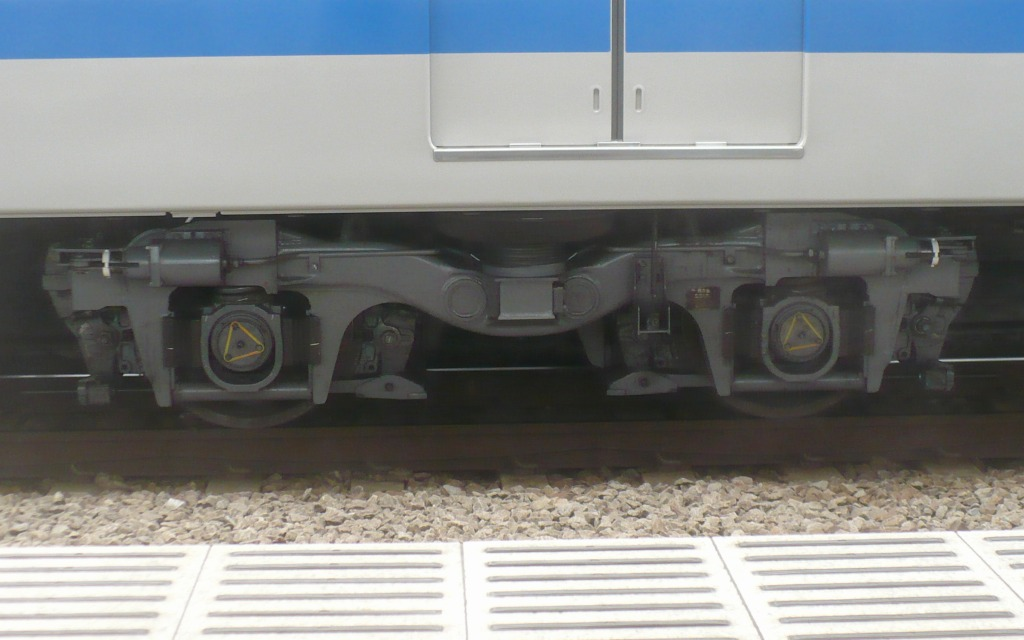
완충 고무식 볼스터리스 대차 SS125A형(동력 대차)
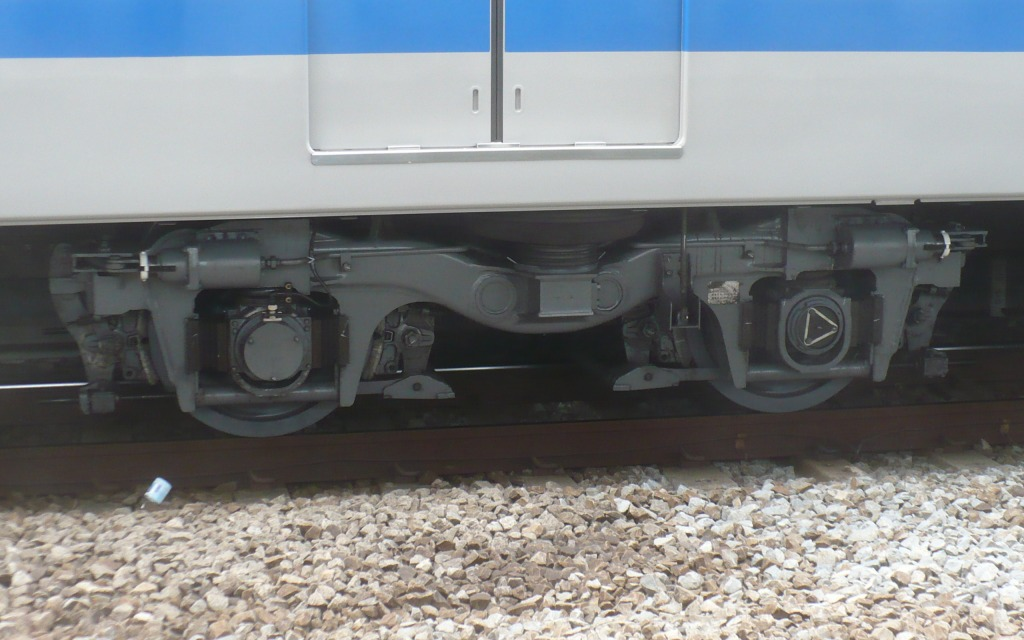
완충 고무식 볼스터리스 대차 SS025A형(부수 대차)
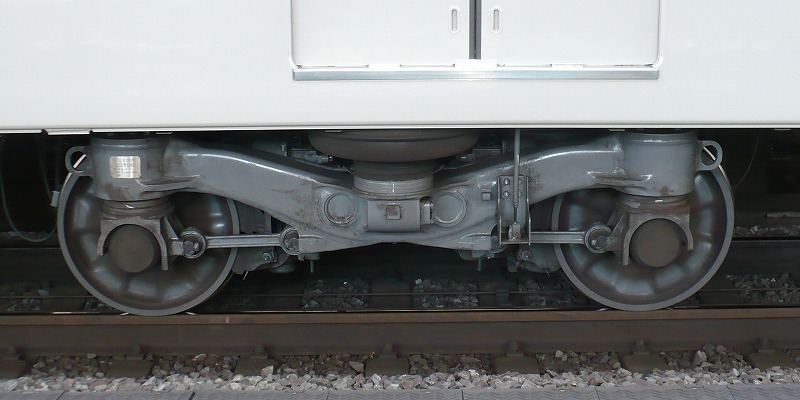
모노 링크식 볼스터리스 대차 SS150형(동력 대차)
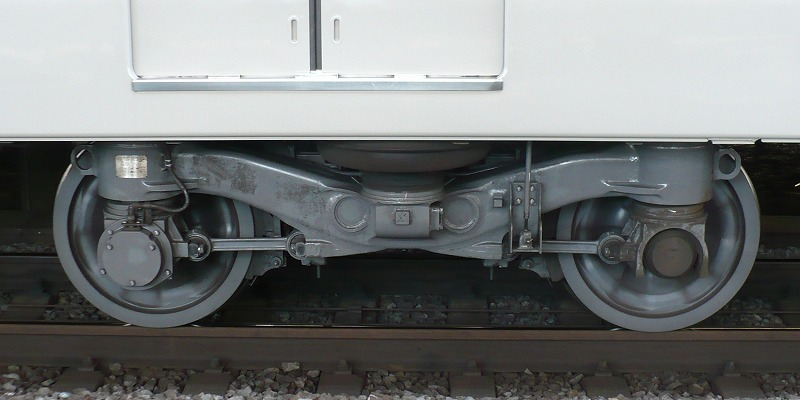
모노 링크식 볼스터리스 대차 SS050형(부수 대차)

50번대에서는 제동 공기 배출기가 0번대와 비교하여 저소음의 것으로 변경되었다. 0번대의 공기 배출기 소음이 매우 요란해서 2008년도 이후 출전 차량(6105F보다)은 이를 50번대와 동일한 저소음의 것으로 교체가 진행되어 2011년도에 6109F의 시공을 완료했다.

### 탑재 기기 제원
- 주전동기: 히타치 제작소 155 kW 교류 유도 전동기 HS32534-03RB형·HS32534-06RB형
- 주제어장치: 히타치 제작소 VVVF 인버터 제어 장치 VFG-HR1820B형
  - 4500V-3600A급의 대용량 GTO 사이리스터 사용, 1C8M 제어
- 보조 전원 장치
  - 미쓰비시 전기 GTO 소자 SIV 장치 NC-FAT150C·D·E형(6101F-6111F)
  - 미쓰비시 전기 IGBT 소자 SIV 장치 NC-SAT150A형(6112F·6116F·6117F·6151F이후)
- 제동 장치: 나브코(현재의 나브테스코)의 회생제동 병용 전기지령식 공기제동 HRDA-1
  - 제동 지연 제어·보안 제동·압착 제동(내설 제동) 부가. 또한 각 대차에 활주 방지 장치 탑재.
- 구동 장치: WN 드라이브
- 전동 공기 압축기: 나브코(현재의 나브테스코)의 HS20-4 왕복식 저소음형 교류 구동식
- 팬터그래프: 도요 전기 제조 능(마름모)형 전자키 제거 장치 탑재 강체 가선 대응 PT44-S-F-M형

### 보안 장치

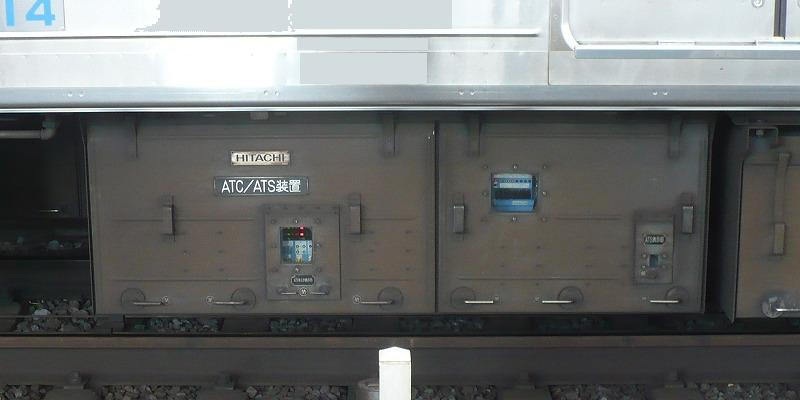
선두차의 ATC/ATS 장치

자사 노선용으로 세이부형 ATS 장치를 탑재한다.
영단 유라쿠초 선으로의 본격직인 직결 운행을 시작하는 1994년 경에 대응 개조가 실시되었다. 개조를 실시한 편성은 후에 서술된 기술을 참조.
바닥 밑에 CS-ATC 장치와 ATS 장치를 일체화한 ATC/ATS 장치 기기 박스를 만들어 사하 6400형에 유도 무선 송수신기와 처면에 유도 무선 안테나를 설치했다. 또한 유도 무선 기기에 대해서는 0번대는 사하 6400형, 50번대는 모하 6300형에 설치하고 있다. 승무원실에서는 왼쪽에 있는 세이부용 열차 무선 송수화기 옆에 영단용 유도 무선 송수화기를 설치했다. 또한 2001년도부터는 다표시식의 신 CS-ATC 대응화 공사가 실시되고 있다.
덧붙여 6101F 및 6102F는 2차 도입분 이후 운전대 기기 배치와 바닥 밑 기기 배치에서 양산차와의 차이가 있다. 이 때문에 지하철 유라쿠초 선에 대한 개조 대상도 포함하여 후에 서술하는 후쿠토신 선에 대한 대응 개조 대상에서도 제외되고 있다.
참고로 운전대에는 ATS/ATC 선택 레버 가 있지만, 후쿠토신 선 대응 개조에 시공 편성은 '영단'이었다.

## 개조 공사

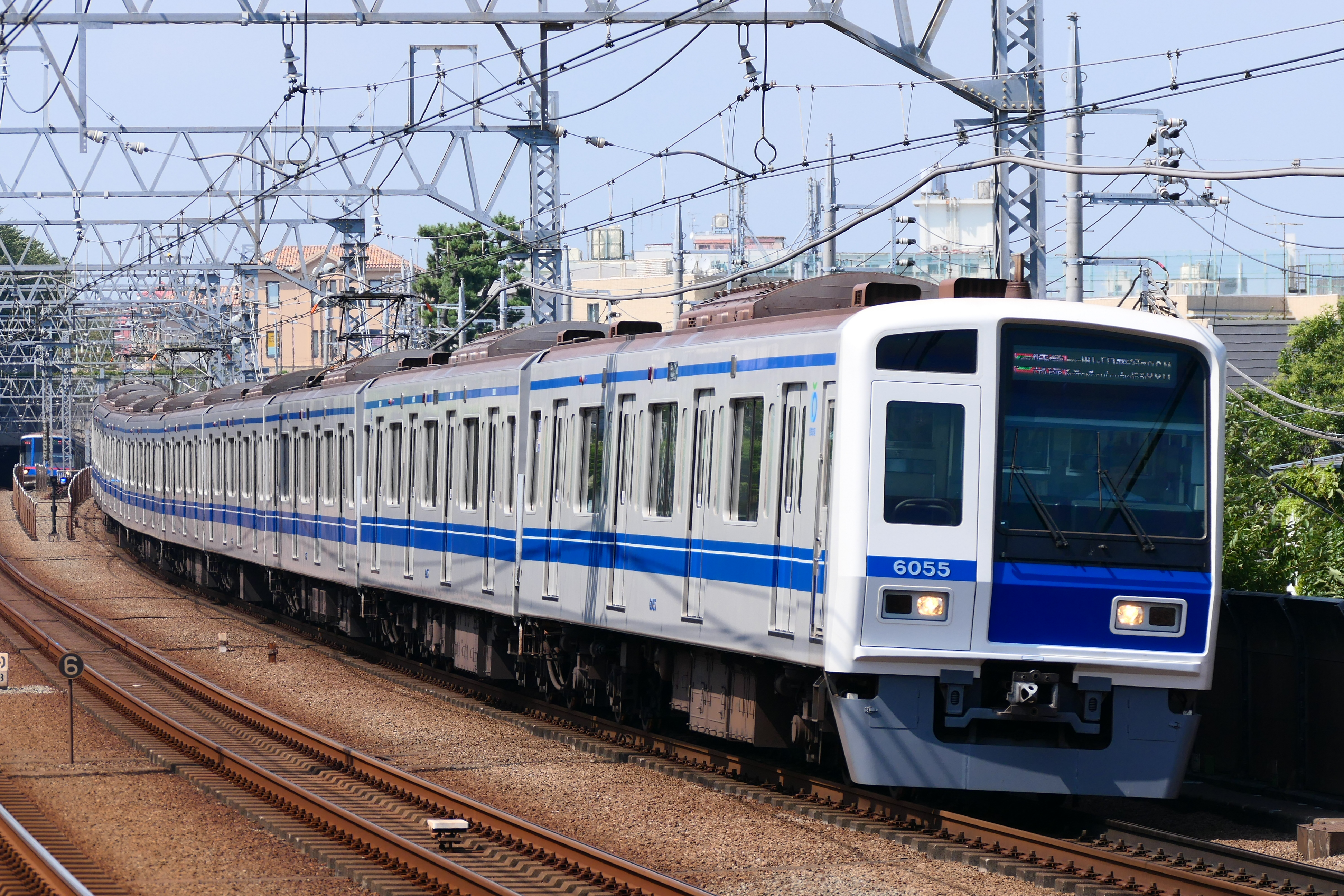
후쿠토신 선 대응 개조 후의 6155F
(2019년 8월 13일)

전술한 것처럼 이케부쿠로 선에서는 2008년 6월 14일부터 도쿄 메트로 후쿠토신 선과 상호 직통 운행을 하고 있다. 게다가 2013년 3월 16일 후쿠토신 선과 도큐 도요코 선·요코하마 고속 철도 미나토미라이 선의 상호 직통 운행이 개시되어 도큐선 및 미나토미라이선에 입선하고 있다. 이에 따라 2006년도부터 직통 대응화 개조 공사를 실시하고 있다.
기존의 변경 사항은 다음과 같다.
- 미개조차와의 구분을 위해 전면을 실버 금속에서 흰색으로 변경.
- 행선 표시기는 전등식에서 세이부에서는 처음으로 풀컬러 LED를 채택하여 전면에 대해서는 종별·운행 번호까지 일괄적으로 표시하는 방식으로 변경되었다. 문자 폰트는 도큐 5000계와 같은 고딕체로 일본어와 대문자 알파벳이 교대로 표시된다. 덧붙여 행선·전면 운행 번호 표시부는 백색 LED로 되어 있다. 당초 전면의 표시기에는 영문 표기가 없었지만 후쿠토신 선 개통을 계기로 일본어 표기 아래에 작은 영자 표기가 추가되었다(측면의 것과는 달리 교대 표시는 이뤄지지 않음).
- 종별 표시기, 운행 번호 표시기 및 급행 표시등(5차 도입분)을 철거.
- 기존 설치 준비인 채로 있던 차량 외부 스피커를 설치하여 승강 촉진 방송("문이 닫힙니다. 주의해 주세요")를 할 수 있다.
- 기존 지상선 전용이었던 이전 신주쿠 선 소속 편성에는 도쿄 메트로의 ATC 장치를 탑재.
- 차내 각 차량 단부의 냉방/난방 표시등을 철거. 9000계나 20000계에도 적용되어 있어 냉방시에 '냉', 난방시에 '난'이 점등된다[12]. 덧붙여 공조 정지시에는 불이 점등되지 않는다.
- 기존 모니터 장치 대신 미쓰비시제 TIS 장치를 탑재.
- 내외의 승무원실 출입문의 교체로 승무원실 뒤편의 승무원실 출입문 창이 개조 전의 절반 정도의 크기로 되어, 승무원실 측에서 창 개폐가 가능해졌다. 그리고 객실 측의 이 부분 난간이 없어졌다.
- 차내 비상 통보 장치를 도쿄 지하철 10000계와 동일한 제품으로 교체.
- 거의 모든 승무원실에 있는 기기를 교체.
  - 실내 및 운전대 측면을 짙은 회색의 배색으로 변경.
  - 주간 제어기를 도쿄 지하철 10000계에 맞추어 양손 조작 T형 원핸들식으로 교체. 세이부에서의 T형 원핸들식 주간 제어기 채용은 8500계 이후이다.
  - TIS 장치와 관련하여 대형 액정 모니터를 속도계를 끼우는 형식으로 패널에 2기 설치. 주간 제어기의 노치 위치, 보안 장치의 표시에 대해서도 모니터에 표시된다.
  - ITV 장치에 관련하여 상부에 4기의 액정 모니터와 수신 장치를 설치.
  - 1인 승무 운전 및 ATO 운전을 위한 조작 버튼을 설치.
  - 차양용 선바이저판을 롤 블라인드로 교체.
  - 열차 무선기, 승무원용 전화, 승무원용 마이크, 피난용 사다리의 교체.
  - 전류계 등의 미터류 배치 변경.
  - 차장 스위치를 기계식에서 간접 제어식(릴레이식)으로 교체. 그에 따라 비상 제동 스위치, 재개폐 스위치 등의 조작 기기를 유닛화.
  - 경적의 전자 피리화. 덧붙여 2006년도 부분은 20000계 등과 같은 음색이지만, 2007년도분 이후는 9000계의 일부로 30000계와 같은 음색으로 변경되었다.

덧붙여 양산 선행차인 1차 도입분 2개(6101F·6102F)는 기기 배치 등 세세한 점에서 양산차와 다른 부분이 있어 개조 대상에서 제외되고 있다.
후쿠토신 선 개업 직전부터 이케부쿠로 선 소속 개조 편성에 대해 유라쿠초 선에는 들어가지만 후쿠토신 선에는 들어가지 않는다는 'Y' 마크의 스티커를 부착했다.

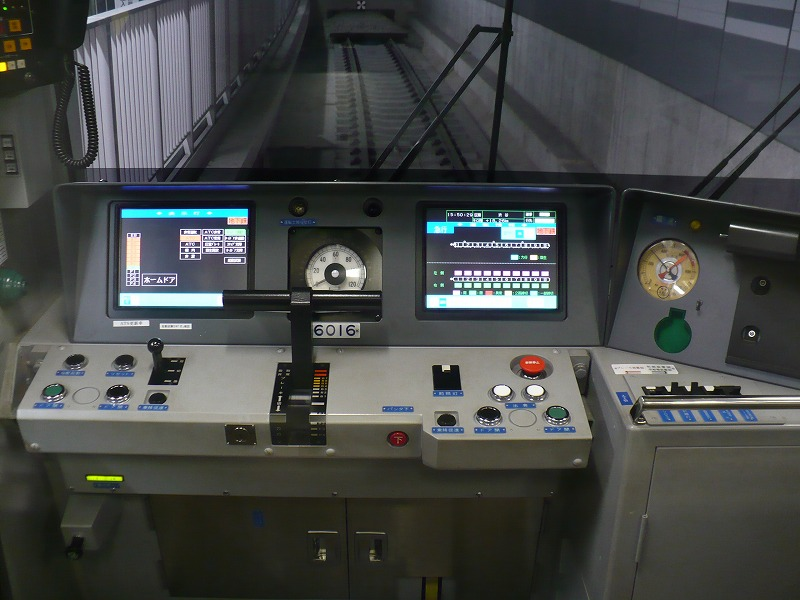
후쿠토신 선 대응 개조 후 운전대
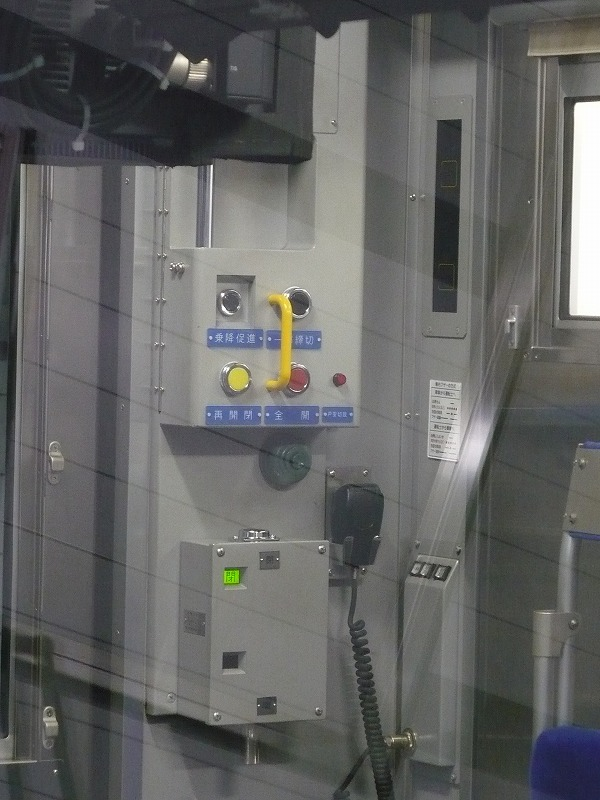
릴레이 회로식으로 교체된 차장 스위치
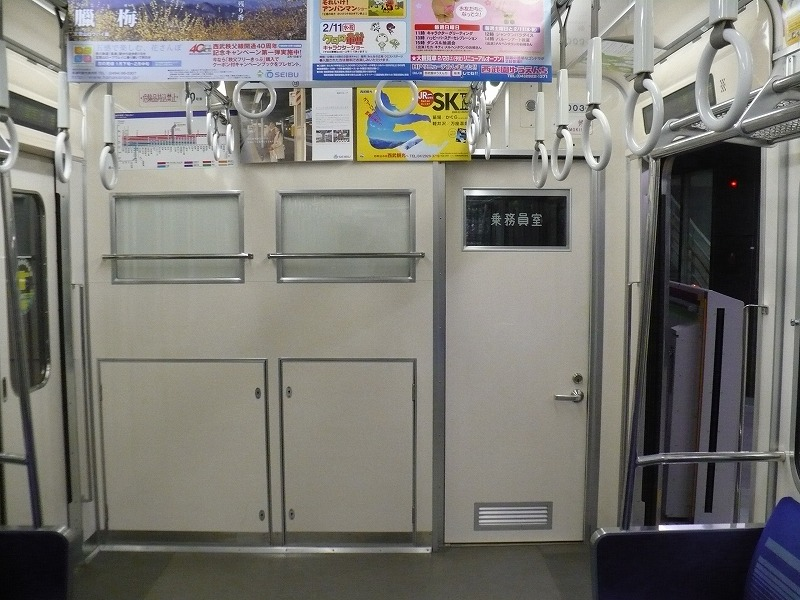
후쿠토신 선 대응 공사 후에는 오른쪽의 문 창이 작아졌다
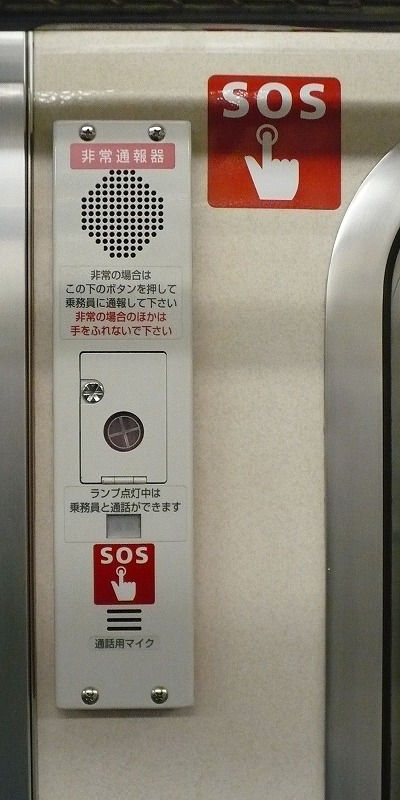
교체된 비상 통보 장치

### 2006년도
그 해의 사업 계획에서 5편성 개조 계획이 발표되었다. 최초의 개조는 유라쿠초 선 직통에 영향이 없었던 전 신주쿠 선 소속 6103F-6107F가 대상이 되었다. 개조 제1진의 6103F는 2007년 1월 9일부터 이케부쿠로 선에서 영업 운행을 개시했으며, 이후 그 해 3월까지 6106F와 6107F도 개조를 마치고 운용을 개시했다. 2006년도 내에 완료된 것은 6103F·6106F·6107F의 3개로 6104F·6105F는 2007년도에 준공되었으며 2007년 5월 6105F를 마지막으로 신주쿠 선 소속 편성 개편이 종료되어 개조 후 편성의 유라쿠초 선 직통 운행은 그 해 7월 28일부터 6106F를 시작으로 시작되었다.

### 2007년도
그 해의 사업 계획에서 6편성 개조 계획이 발표되었다. 이후에는 이케부쿠로 선 소속 편성에 시공되므로 2006년도 분에 이어 6114F·6115F·6116F 순으로 개조를 마쳤다. 그리고 6154F가 50번대 최초의 후쿠토신 선 대응 개조를 마치고 이후 6158F와 6117F도 시행되었다. 이 연도는 신주쿠 선 소속 편성 2개(6104F·6105F, 2006년도부터의 이월)와 이케부쿠로 선 소속 편성 6개(6114F-6117F·6154F·6158F) 등 총 8개가 예정대로 개조되었다.

### 2008년도
이 해의 사업 계획에서는 5편성 개조가 발표되면서 6155F·6153F·6156F·6157F·6108F 순으로 시공되고 있다. 또한 1편성은 내장 리뉴얼의 시공 및 30000계에 준한 차내 LCD식 표시기(세이부 스마일 비전·S-TVS)가 설치되는 것이 발표되고 있다.

### 2009년도
이 해의 사업 계획에서는 2008년과 마찬가지로 5편성 후쿠토신 선 대응 개조 실시가 발표되었다. 또한 30000계에 준한 차내 LCD식 표시기(세이부 스마일 비전)이 1편성에 설치되는 것이 발표되었다.
그리고 예정대로 6109F·6110F·6111F·6112F·6113F의 5편성으로 개조 공사가 시공되었다. 이 중 6109F에만 승객용 출입문 상부에 액정 디스플레이와 출입문 개폐 표시등을 설치하고 이에 맞춰 출입문 챠임의 개량도 실시했다. 그 이외의 편성에서는 다시 기간을 두어 이를 실시할 예정이다.

### 2010년도
이 해의 사업 계획에서는 2편성부 후쿠토신 선 대응 개조 실시가 발표되었다. 그리고 예정대로 6151F, 6152F 순으로 대응 개조 공사가 실시되어 대상이 된 전체 23편성의 공사가 완료되었다.

## 운행 형태
1992년 1월부터 6101F와 6102F가 완성되어, 각종 실험을 거친 후에 같은 해 6월 1일부터 영업 운행을 개시했다. 운행 개시 당초에는 이케부쿠로 선 이케부쿠로 역-고테사시 역간 준급행 열차 및 이케부쿠로 역-한노 역간 급행 열차에 충당하고, 한정 운행용으로 여겨졌다. 덧붙여 6101F는 완성 직후에 쿠하 6101-모하 6201-모하 6601-쿠하 6001 순의 4량 시운전도 실시되었다.
1994년 8월 8일부터는 신주쿠 선, 하이지마 선에서도 운행을 시작하여 701계 등을 점차적으로 교체를 실시했다. 같은 해 12월 7일에는 세이부 유라쿠초 선 신사쿠라다이 - 네리마 구간의 개통과 영단 지하철(도쿄 지하철) 유라쿠초 선 및 유라쿠쵸 신선(후쿠토신 선)과의 상호 직결 운행 실시로 유라쿠초 선 전 구간(신키바 - 와코시)에도 운행 구간을 확대했다.
1998년 3월 26일의 시각표 개정으로 세이부 유라쿠초 선 신사쿠라다이 - 네리마 구간이 복선화되어 이케부쿠로 선과의 상호 직결 운행 구간이 가능하게 되었으며 이로 인해 한노까지 운행범위가 연장되어 본격적으로 지하철 직결 운행을 시작했다. 다만, 이 시점에서 유라쿠초 선용의 ATC가 탑재된 것은 6108F - 6114F와 50번대에 한정되었으며, ATC 탑재 대상으로부터 제외된 6101F - 6107F는 구별을 위해 개조될 때까지는 일단 신주쿠 선에만 운행되었으며 6103F에 대해서는 계속 ATC를 탑재하지 않고, 유라쿠초 선 직결 운행 비대응 그대로 이케부쿠로 선에 잔류했다. 이 때문에 유라쿠초 선 운행이 가능한 열차와 그렇지 않은 열차가 섞여 있어 이 경우 시각표가 혼란을 일으킬 때 ATC 미탑재 차량이 유라쿠초 선으로 진입할 수도 있었기 때문에 이케부쿠로 선 운행 차량 선두부에 있는 전면 배장기의 좌우 하부 2곳에 노란색 형광 도료의 'S'마크를 붙여 운행 번호 표시기에 황색 판을 넣어 막은 모습으로 운행되었다. 이것은 네리마 역의 나카무라바시 방향에 설치되어 있던 감시 카메라로 식별하는 목적도 있었다.
그 후 6101F·6102F·6104F가 다음 해 4월 이케부쿠로 선에 ATC를 탑재하지 않은 채 복귀했을 때에도 비슷한 조치가 이뤄졌다. 이는 네리마 역의 나카무라바시 방면에 설치된 감시 카메라에서 식별할 목적도 있었다.
후에 이케부쿠로 선에 투입된 차량에 전부 ATC 장치가 탑재되었으며, 당시 신주쿠 선소속인 6115F - 6117F도 추가로 ATC 장치를 탑재하여 이케부쿠로 선으로 옮기게 되었다. 대신, 6101F - 6104F가 같은 해 9월에 신주쿠 선으로 다시 옮겼다. 이것으로 ATC 장치 탑재 및 미탑재 차량을 구별 할 필요가 없어졌기 때문에 이러한 스티커는 철거되었다.
그 후 후쿠토신 선 개업을 앞둔 2006년부터, 신주쿠 선 구간을 운행하던 6103F - 6107F에 후쿠토신 선에 대응하는 ATC 장치를 탑재하는 개조가 실시되었으며, 개조 후에 이케부쿠로 선으로 전속되었다. 그러나 6101F와 6102F는 개조되지 않았으며 현재까지 신주쿠 선 및 하이지마 선 구간을 운행하고 있다.
이케부쿠로 선 구간에서는, 지하철 직결 운행 뿐만 아니라 이케부쿠로 역(세이부 철도) 발착의 이케부쿠로 선 열차로도 운행한다.
유라쿠초 선이나 후쿠토신 선에서는, 세이부 철도 구간과 직결운행하지 않고 지하철 구간에만 운행을 하기도 한다. 예를 들어, 신키바나 시부야에서 출발하는 세이부 소속 전동차가 세이부 철도와의 분기점인 고타케무카이하라에서 세이부 유라쿠초 선 신사쿠라다이로 가지 않고 지하철 구간인 히카와다이를 거쳐서 와코 시까지 운행을 하는 경우도 있다. 단 이 경우에는 와코 시까지만 운행을 하며, 도부 철도의 도조 선 구간에는 진입하지 않는다. 그러나 와코 시의 진입은 가능하기 때문에 이 역에서 지하철과 직결 운행하지 않는 도부 철도 차량과 같이 있는 모습도 볼 수 있다.
또한 고타케무카이하라에서는 승무원 교대가 이루어지기도 하다. 즉, 신키바역이나 시부야역에서 출발하는 열차가 세이부 철도 구간으로 직결 운행 하는 경우, 고타케무카이하라까지는 도쿄 지하철 소속 승무원이 운행을 하며, 이 역에서 세이부 철도 승무원과 교대한다. 그 이후부터 마지막역까지는 세이부 철도 소속 승무원이 운행을 한다.
2013년 3월 16일 현재의 운용 범위는 다음과 같다. 세이부 선내에서는 특급 이외의 기본적인 모든 열차 종별에서 운용된다.
신주쿠 선 소속 편성(6101F 및 6102F)
- 신주쿠 선: 전 구간(세이부 신주쿠 - 혼카와고에)
  - 단, 세이부 신주쿠 - 가미샤쿠지이구간은, 시모오치아이 - 도리쓰카세이구간, 시모이구사 - 가미이구사 구간의 모든 역 타는 곳 구조가 8량에 맞추어져 있기 때문에 각역정차로 운행을 할 수 없음.
- 하이지마 선: 전 구간 (고다이라 - 하이지마)

이케부쿠로 선 소속 편성 (6103F - 6158F)
- 이케부쿠로 선: 이케부쿠로 - 한노
  - 단, 이케부쿠로 - 네리마구간은, 시나마치, 에코다의 타는 곳 구조가 8량에 맞추어져 있기 때문에 각역정차로 운행을 할 수 없음.
  - 차량기지 입출고를 위해 한노 - 무사시가오카 구간을 운행하나 회송 운행이지 여객 운행은 아니다.
- 세이부 유라쿠초 선: 전 구간(네리마 - 고타케무카이하라)
- 사야마 선[21]: 전 구간(니시토코로자와 - 세이부 구장앞)
- 도쿄 메트로 유라쿠초 선: 전 구간(와코 시 - 신키바)
- 도쿄 메트로 후쿠토신 선: 전 구간(와코시 - 시부야)
- 도큐 도요코 선: 시부야 - 요코하마
- 미나토미라이21 선: 요코하마 - 모토마치·주카가이
  - 도큐 도요코선, 미나토미라이선의 경우 다이칸야마, 유텐지, 도리츠다이가쿠, 신마루코, 모토스미요시, 오쿠라야마, 묘렌지, 하쿠라쿠, 히가시하쿠라쿠, 탄마치, 신타카시마역이 8량기준 승강장으로 되어있어 급행, 특급으로만 운행한다.

### 배치
0번대 가운데 6112F(1994년도)에서 6115F(1995년도)는 완성 후 신주쿠 선에 배치되고 나머지 15개는 완성 후 이케부쿠로 선에 배치되었다. 따라서 모든 편성이 이케부쿠로 선에서 운용한 바 있다. 또한 6107F는 이케부쿠로 선에서 1개월 동안 운용된 뒤 2007년 1월까지 장기간 신주쿠 선에서 운용되고 있었다. 이케부쿠로 선 소속 차량의 신주쿠 선 대출은 전에도 실시된 적 있고 50번대에서도 6151F가 유일하게 신주쿠 선에서 운행된 실적이 있지만 근래에는 20000계가 대상이 되고 있어 본 계열의 대출은 사라졌다.
편성표
|           |                         | 한노・세이부큐조마에・와코시・이케부쿠로・고타케무카이하라・신키바・시부야・모토마치·주카가이・세이부신주쿠・혼카와고에・하이지마 |                |                |                |                |                |                |                |                |                 |
| 호차      | 호차                    | 1 | 2              | 3              | 4              | 5              | 6              | 7              | 8              | 9              | 10              |
| 형식      | 형식                    | 쿠하 6100 (Tc1) | 모하 6200 (M1) | 모하 6300 (M2) | 사하 6400 (T1) | 모하 6500 (M3) | 모하 6600 (M4) | 사하 6700 (T2) | 모하 6800 (M5) | 모하 6900 (M6) | 쿠하 6000 (Tc2) |
| 기기 배치 | 기기 배치               | | VVVF           | SIV,CP         | BT             | VVVF           | SIV,CP         | BT             | VVVF           | SIV,CP         |                 |
| 차량 번호 | 스테인리스 차량 (0번대) | 6101 ： 6117 | 6201 ： 6217   | 6301 ： 6317   | 6401 ： 6417   | 6501 ： 6517   | 6601 ： 6617   | 6701 ： 6717   | 6801 ： 6817   | 6901 ： 6917   | 6001 ： 6017    |
| 차량 번호 | 알루미늄 차량 (50번대)  | 6151 ： 6158 | 6251 ： 6258   | 6351 ： 6358   | 6451 ： 6458   | 6551 ： 6558   | 6651 ： 6658   | 6751 ： 6758   | 6851 ： 6858   | 6951 ： 6958   | 6051 ： 6058    |

범례
- VVVF: 주제어기(1C8M)
- SIV: 보조 전원 장치(정지형 인버터)
- CP: 공기압축기
- BT: 축전지

소속
- 이케부쿠로 선(고테사시 차량기지 소속）
  - 0번대: 6103F - 6117F
  - 50번대: 전 편성
- 신주쿠 선(다마가와조스이 차량기지 소속）
  - 0번대: 6101F·6102F
  - 50번대: 소속 편성 없음

## 사진

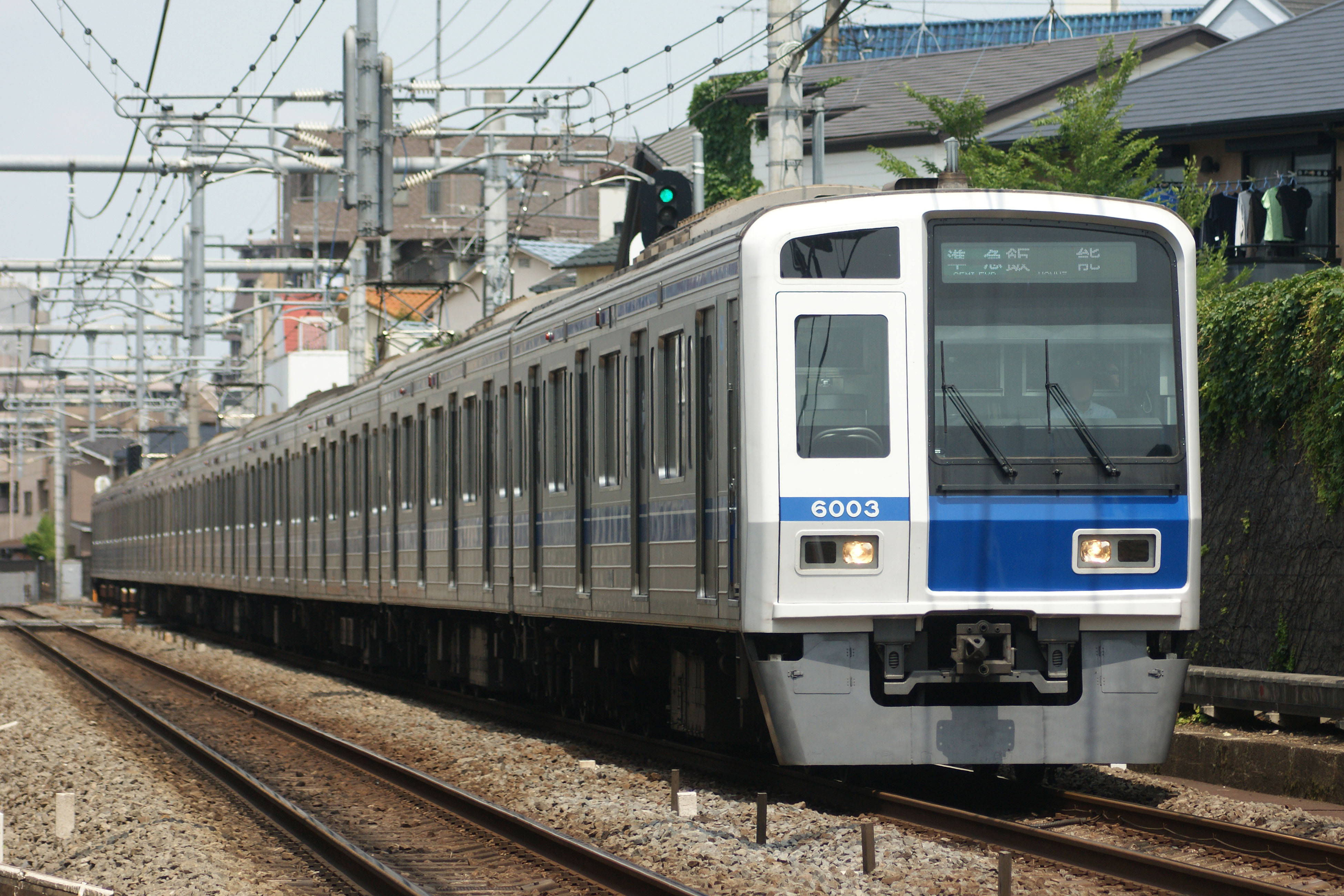
6103F 모습(전두부가 흰 차량, 2008년 6월 7일 촬영)
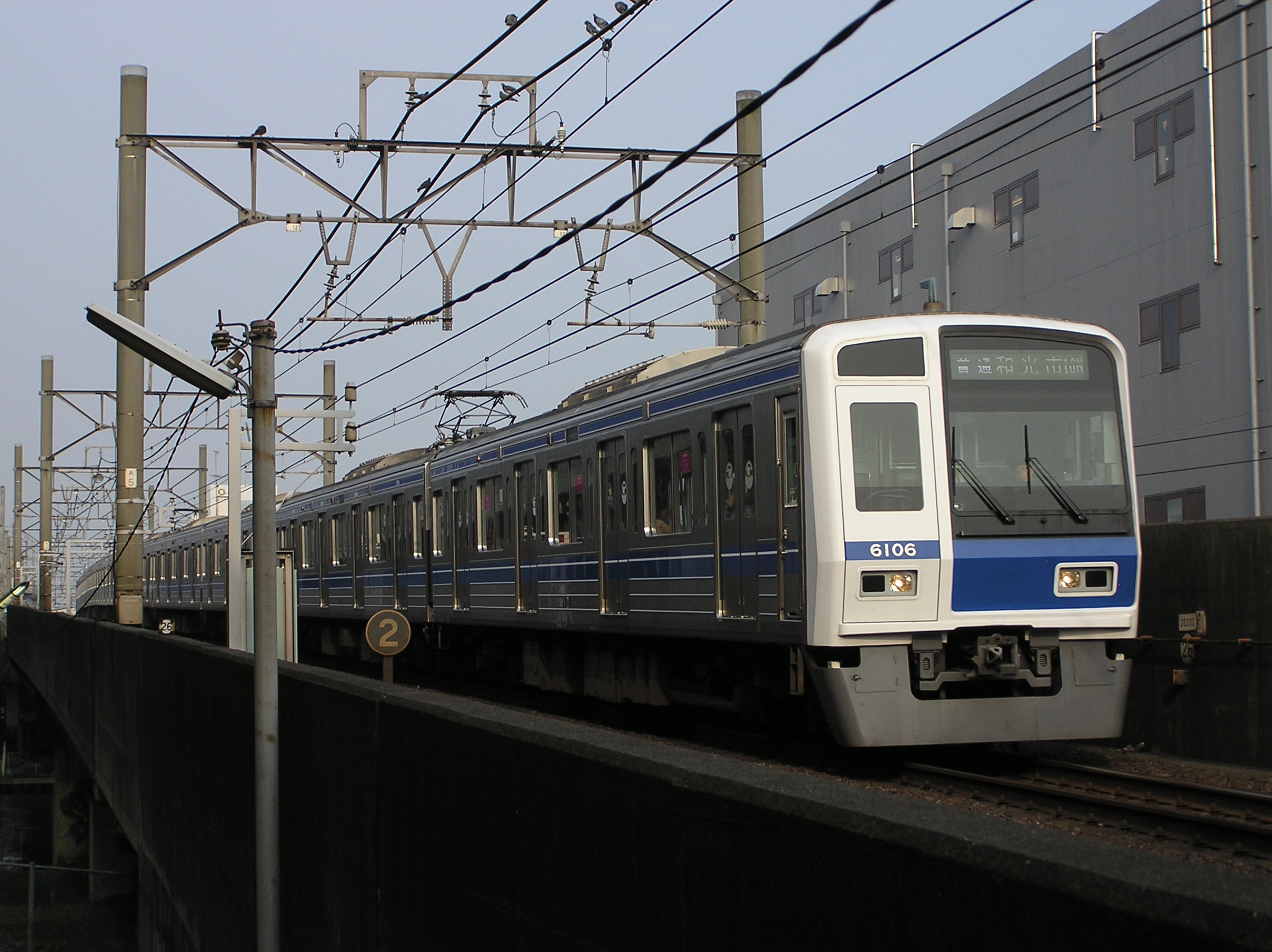
유라쿠초 선/후쿠토신 선 역인 와코 시까지 운행하는 6106F 모습(2007년 7월 29일 촬영)
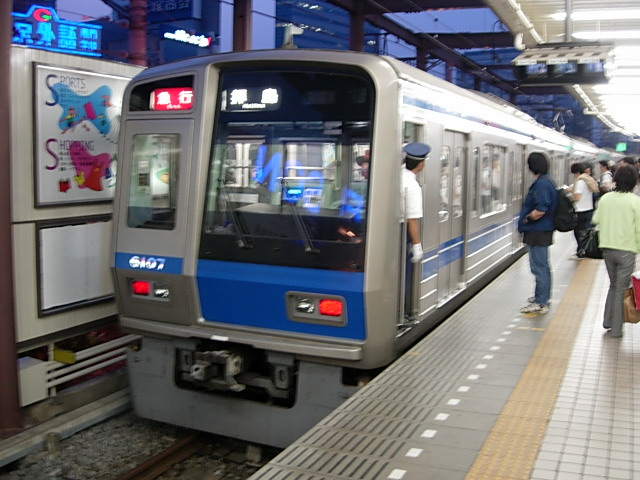
세이부 신주쿠 역에 정차중인 급행 하이지마 행(6107F, 스테인레스 차체 차량-이 사진은 개조전의 사진이며 지금은 개조되어서 이케부쿠로선에 배치되어 있다.)
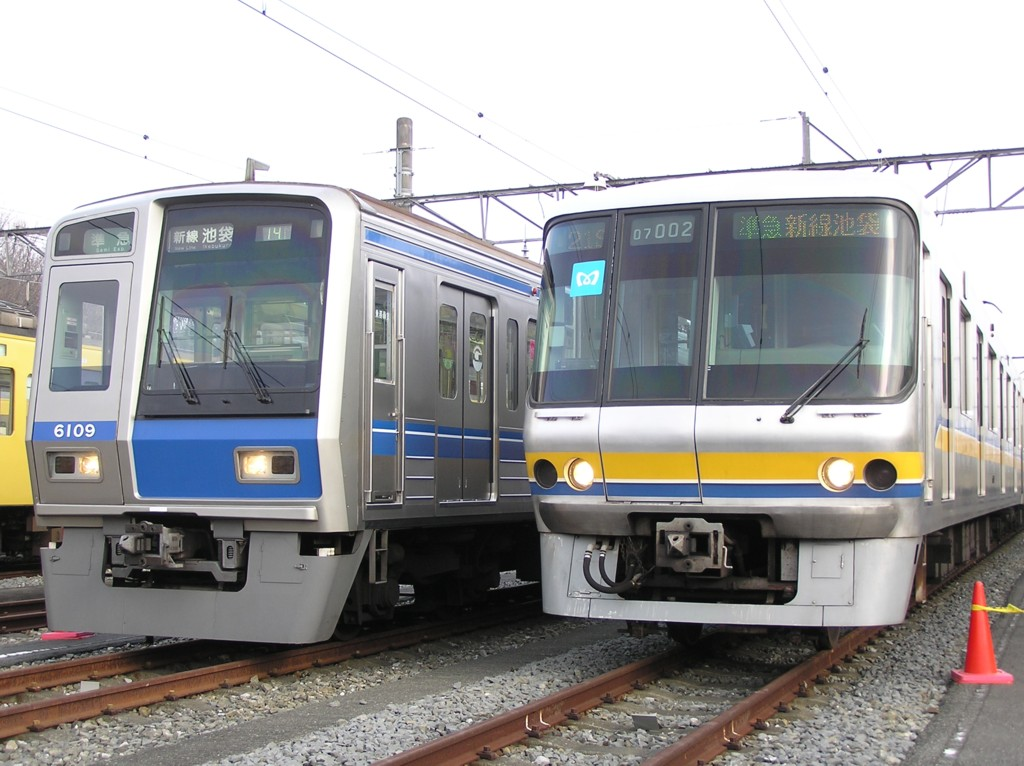
신선이케부쿠로 행 6109F 열차(왼쪽)
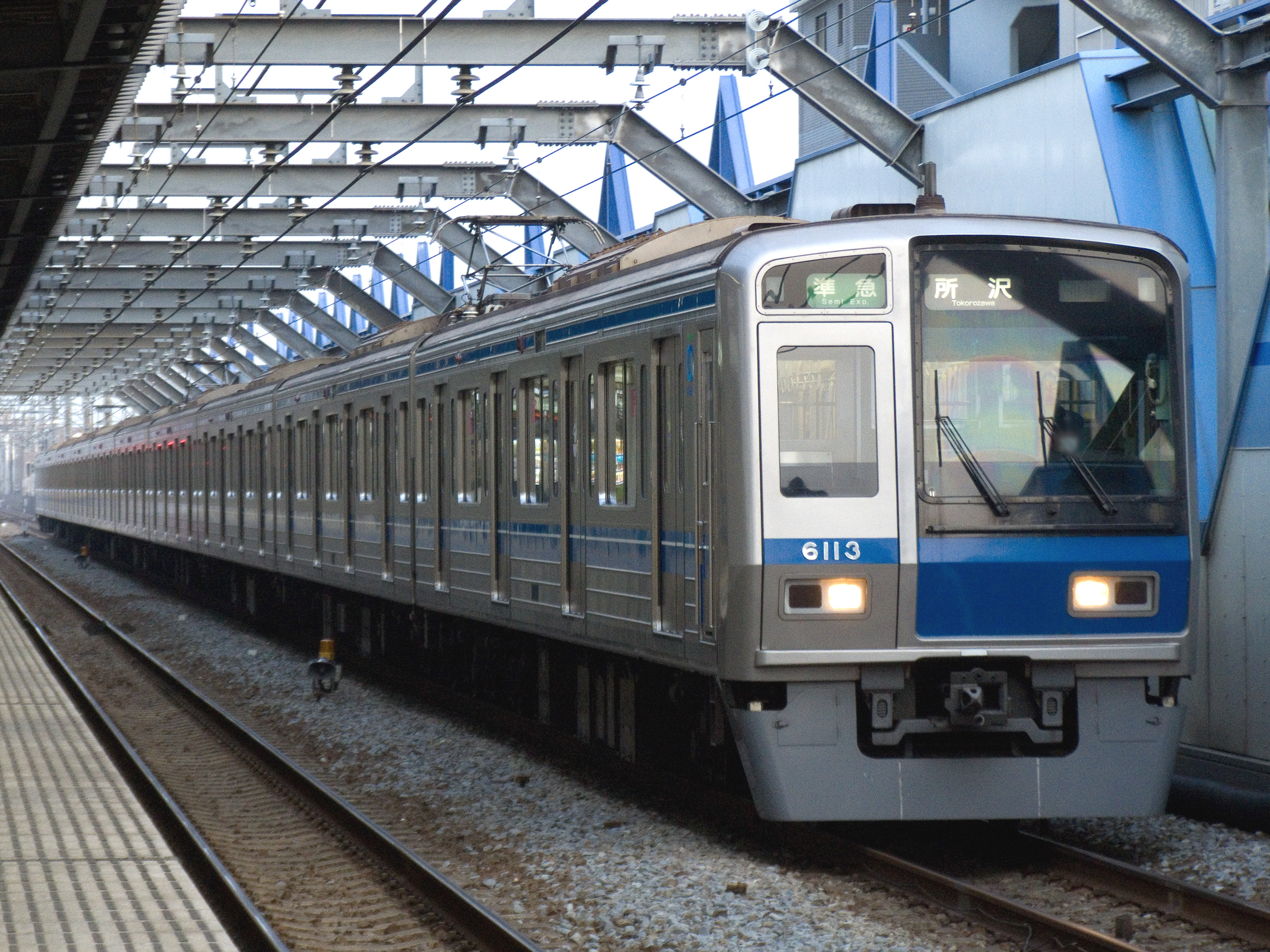
6113F 모습(후쿠토신 선 직결 운행 대응 개조 전 상태, 2008년 3월 13일 촬영)
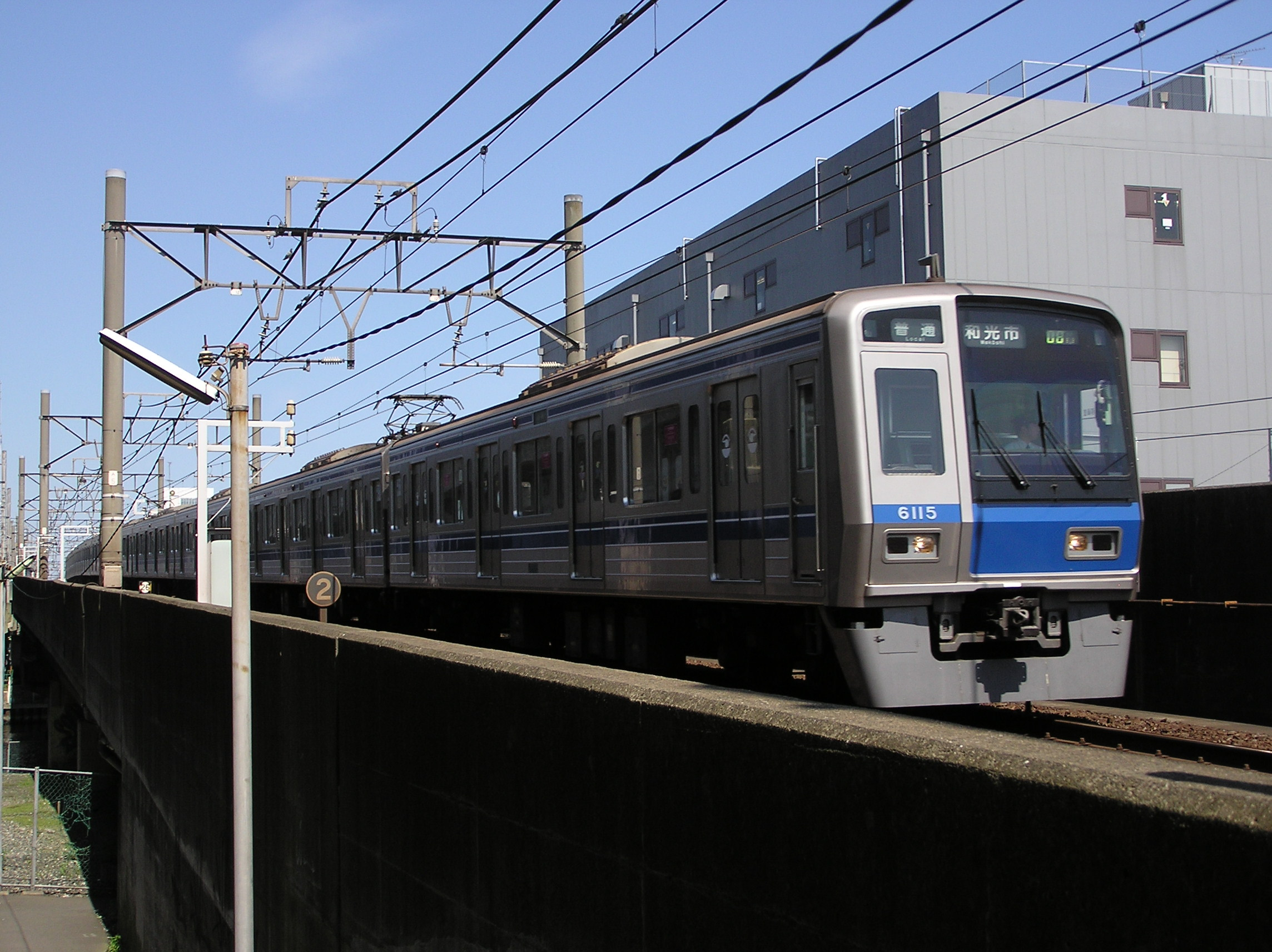
와코시행 열차(6115F)
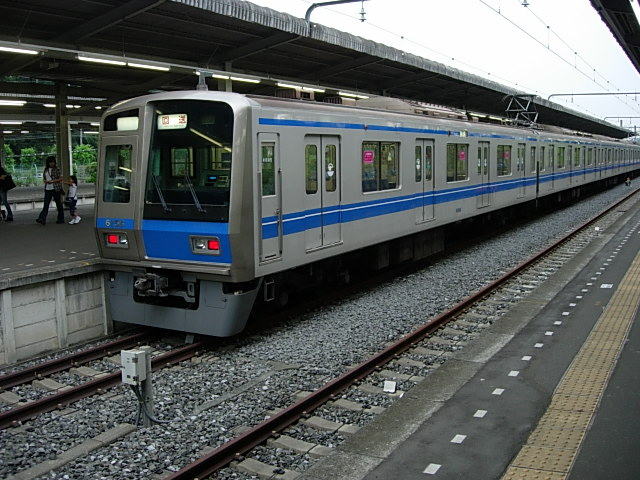
운행을 마치고 회송열차로 전환. 촬영장소는 세이부 구장앞 역(6156F, 알루미늄 차체 차량)

## 같이 보기
- 서울교통공사 4000호대 전동차: 이 차량의 디자인 사양을 이용하여 개발된 전동차[출처 필요]